# چینچیلا (پنسیلوانیا)
چینچیلا (به انگلیسی: Chinchilla) یک منطقهٔ مسکونی در ایالات متحده آمریکا است که در پنسیلوانیا واقع شده‌است. چینچیلا ۶٫۶۹ کیلومتر مربع مساحت و ۲٬۰۹۸ نفر جمعیت دارد و ۳۵۵ متر بالاتر از سطح دریا واقع شده‌است.